# Cecilioides connollyi
Cecilioides connollyi is een slakkensoort uit de familie van de Ferussaciidae. De wetenschappelijke naam van de soort is voor het eerst geldig gepubliceerd in 1943 door Tomlin.